# Société Béninoise d’Électricité et d’Eau
Die Société Béninoise d’Électricité et d’Eau (Abkürzung SBEE) war ein staatliches Elektrizitäts- und Wasserversorgungsunternehmen in Benin sowie dessen Vorgängerstaaten Republik Dahomey und Volksrepublik Benin.

## Geschichte
Im Jahr 1920 erfolgte in Porto-Novo sowie Cotonou der Bau der ersten Kraftwerke im heutigen Benin. Eine Konzession für den Betrieb der Infrastruktur wurde 1955, in der Spätphase der Kolonie Dahomey, an die Compagnie Coloniale de Distribution de l’Énergie Électrique (CCDEE) übertragen. Diese Gesellschaft wurde 1960 – mit der Unabhängigkeit der zwei Jahre zuvor gegründeten Republik Dahomey – in Compagnie Centrale de Distribution d’Énergie Électrique umbenannt. Im Jahr 1973 kaufte der Staat die CCDEE und formte aus ihr den Strom- und Wasserversorger Société Dahoméenne d’Électricité et d’Eau (SDEE). Dieser wurde 1975 final in Société Béninoise d’Électricité et d’Eau umbenannt und bestand bis Ende 2003. Mit Beginn des Jahres 2004 erfolgte die Trennung der beiden Bereiche Strom und Wasser in die Société Béninoise d’Energie Electrique, die das eingeführte Akronym behielt, und die per Dekret N°2003-203 du 12 Juin 2003 gegründete Société Nationale des Eaux du Bénin (SONEB).